# Tétradécagone
Un tétradécagone ou tétrakaidécagone ou quadridécagone est un polygone à 14 sommets, donc 14 côtés et 77 diagonales.
La somme des angles internes de tout tétradécagone non croisé vaut 2 160 degrés.
Un tétradécagone régulier est un tétradécagone dont les 14 côtés ont la même longueur et dont les 14 angles internes ont même mesure. Il y en a trois : deux étoilés (les tétradécagrammes notés {14/3} et {14/5}) et un convexe (noté {14}). C'est de ce dernier qu'il s'agit lorsqu'on dit « le tétradécagone régulier ».

« Le » tétradécagone régulier (convexe) et ses angles remarquables.

Les deux tétradécagones réguliers étoilés
{14/3}
{14/5}

## Caractéristiques du tétradécagone régulier
Si a est la longueur d'une arête :
- le périmètre vaut P = 14a ;
- l'aire vaut A = (7a2/2) cot(π/14) ;
- l'apothème vaut H = 2A/P = (a/2) cot(π/14) ;
- le rayon vaut{\displaystyle R={\frac {H}{\cos({\frac {\pi }{14}})}}={\frac {a}{2\sin({\frac {\pi }{14}})}}~;}
- chacun des 14 angles au centre mesure 360°/14, soit environ 25,714° ;
- chaque angle interne mesure 2 160°/14, soit environ 154,286°.